# Paula Schramm
Paula Schramm (ur. 11 października 1989 w Poczdamie) – niemiecka aktorka telewizyjna i filmowa.

## Wybrana filmografia

### Filmy
- 2006: Francuski dla początkujących (Französisch für Anfänger) jako Valerie
- 2008: Dzika banda 5 (Die Wilden Kerle 5) jako Blossom
- 2008: Most (Die Brücke, TV) jako Paula Fink
- 2008: Żądła (Die Bienen – Tödliche Bedrohung, TV) jako Maria Bergmann
- 2009: Nastolatki (Die Wilden Hühner und das Leben) jako Sabrina
- 2010: Niewygodna prawda (The Whistleblower) jako Luba
- 2011: Żelazny Jan (Der Eisenhans, TV) jako księżniczka
- 2011: Anonimus jako Bridget De Vere
- 2013: Wiosenne uczucia (Frühlingsgefühle, TV) jako Laura Thomé

### Seriale TV
- 1999: Nasz Charly
- 2000: Nasz Charly
- 2001-2006: Dzieciaki z Einstein High jako Emely Busch
- 2011: Jednostka specjalna „Dunaj” jako Nadia Clemens
- 2013: Ostatni gliniarz jako Nina Lubczeck
- 2013: Górski lekarz jako Jana Keutner
- 2013: Kobra – oddział specjalny jako Hanna Jensen
- 2017: Rosamunde Pilcher jako Sienna Summer
- 2018: Rosamunde Pilcher jako Kim Garner
- 2019: Krąg miłości